# Tobias Crawford Norris
Tobias Crawford Norris (né le 5 septembre 1861 et décédé le 29 octobre 1936) était un homme politique canadien. Il a été premier ministre du Manitoba de 1915 à 1922 sous la bannière du Parti libéral du Manitoba.